# Pyrakmos

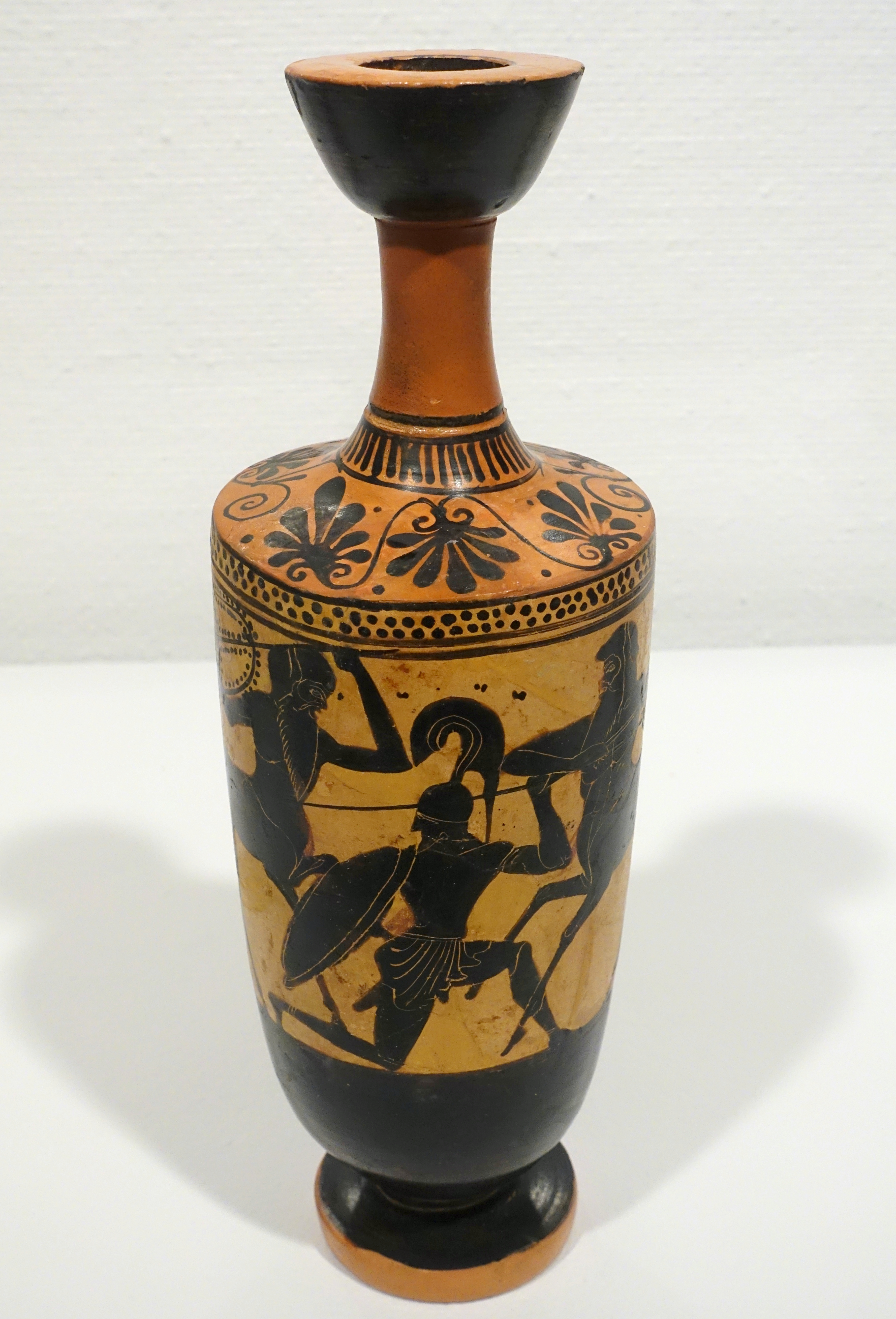
Lekythos, 5. Jh. v. Chr.: Zwei Kentauren attackieren Kaeneus.

Pyrakmos ist ein Kentaur der griechischen Mythologie. Er wird in der Kentauromachie auf der Hochzeit des Peirithoos vom Lapithen Kaineus getötet. Einzige Quelle ist das zwölfte Buch der ovidschen Metamorphosen.

## Name
Das Hapaxlegomenon kommt aus dem griechischen Πύρακμος, Pýrakmos; lateinisch Pýracmus, deutsch auch Pýrakmus; Betonung liegt lateinisch und deutsch ebenfalls auf der ersten Silbe, da in der vorletzten Silbe das α/a kurz ist (Paenultimagesetz).
Textausgaben und Übersetzungen bieten meist Pyrakmos. Weitere Varianten sind: Pyraechmes, Pyramos, Pyratmos, Pyractes. Zum ähnlich klingenden Kyklop Pyrakmon besteht keine Verbindung.
Der etymologische Kern aller Namensvarianten ist πῦρ, pyr, Feuer und bedeutet mit den Suffices „der im Feuer Unermüdliche“. Damit gehört er zu den späteren anthropomorphen Kentaurennamen, die auch „an die Bewaffnung der Kentauren mit Feuerbränden erinnern ... sich möglicherweise aus der Vorstellung von Waldbränden erklären lassen“. Kentauren kämpfen bevorzugt mit Bäumen und Ästen und manchmal auch mit brennenden.

## Mythos
Pyrakmos gehört zu einer Fünfergruppe, die allesamt von Kaineus im Kampf getötet werden:
Quínque necí Caeneús dederát Styphelúmque Bromúmque

Ántimachúmqu(e) Elymúmque secúriferúmque Pyrácmon;

vúlnera nón meminí, numerúm noménque notávi.
Eigenübersetzung in Prosa:

Caeneus hatte fünf (Kentauren) dem Tod übergeben, Styphelos und Bromus / und Antimachos und Elymus und den die Axt tragenden Pyrakmos. / An die Wunden erinnere ich mich nicht, Zahl und Namen (der Kentauren) habe ich behalten.
Übersetzung Suchier im Versmaß:

Caéneus séndete fǘnf in den Tód, Antímachos, Brómos,
 
Stýphelos, Élymus aúch und den Streítaxtträ́ger Pyrákmos,

wíe, das íst mir entfállen; die Záhl und die Námen behíelt ich.
Da die Kentauren eng verbunden, in einem Schwung aufgezählt werden und zu Tode kommen, müssen sie auch zusammen betrachtet werden. Pyrakmos wird von Ovid, der Nestor die Geschichte erzählen lässt, mit dem Epitheton „securiferus, Axtträger“ von den anderen abgesetzt und herausgehoben. Er trägt abweichend vom sonstigen Waffenarsenal der Kentauren eine Securis, Axt, die im Kampf auch als Streitaxt benutzt wird. 
Zum mythologischen Zusammenhang und zur literarischen Gestaltung der drei Verse siehe den Artikel Antimachos.

## Quelle
- Ovid: Metamorphosen 12, 459–461, Wikisource.